# Malika El Fassi
Malika El Fassi, född 1919, död 2007, var en marockansk frihetsaktivist. Hon var verksam som agent i den marockanska frihetsrörelsen mot Frankrike, och var den enda kvinnan som undertecknade självständighetsmanifestet av den 11 januari 1944.